# New Jersey Jammers
I New Jersey Jammers sono stati una franchigia di pallacanestro della USBL, con sede a Jersey City, nel New Jersey, attivi tra il 1985 e il 1987 e nel 1992.
Nacquero a Lakewood, nel New Jersey. L'anno seguente si trasferirono a Wayne, cambiando nome in Jersey Jammers. Sospesero le attività dopo la stagione 1987. Riapparvero nel 1992 a Jersey City, ancora come New Jersey Jammers, disputando un solo campionato.

## Stagioni
| Stagione | Lega | Denominazione      | V  | P  | %    | Piazzamento | Play-off         |
| -------- | ---- | ------------------ | -- | -- | ---- | ----------- | ---------------- |
| 1985     | USBL | New Jersey Jammers | 18 | 7  | 72,0 | 2º          | -                |
| 1986     | USBL | Jersey Jammers     | 14 | 19 | 42,4 | 5º          | -                |
| 1987     | USBL | Jersey Jammers     | 13 | 17 | 43,3 | 5º          | Quarti di finale |
| 1992     | USBL | New Jersey Jammers | 11 | 15 | 42,3 | 3º          | Play-ins         |